# ベンハミン・ウルダピジェタ
ベンハミン・ウルダピジェタ（Benjamín Urdapilleta、1986年3月11日 - ）は、アルゼンチンのラグビー選手。 トップ14ASMクレルモン・オーヴェルニュに所属。

## プロフィール
- ブエノスアイレス出身。
- ポジションはセンター、フライハーフ。

## 来歴
2010年、イングランドのプレミアシップのチームNECハーレクインズに加入。2008年にアルゼンチン代表に初招集された。
2012年、オヨナ・ラグビーに加入
2015年、カストル・オランピックに加入。
2019年、ラグビーワールドカップ2019のアルゼンチン代表に選ばれた。
2023年、ASMクレルモンに加入。